# 카이 카부스

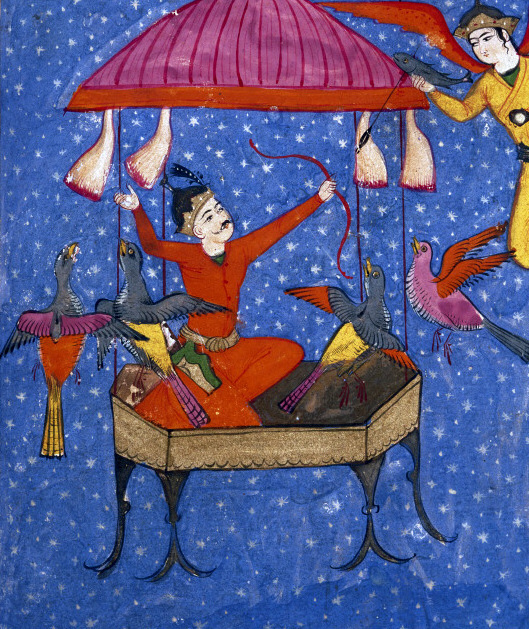

카이 카부스(페르시아어: کی‌کاووس) 또는 카우우이 우산(아베스타어: 𐬐𐬀𐬎𐬎𐬌 𐬎𐬯𐬀𐬥  Kauui Usan)은 페르시아 서사시 샤나마의 인물이다. 그는 카이 코바드의 아들로 이란의 황제였다. 그의 아들은 유명한 왕자 시야바슈이다. 카이 카부스는 이란을 150년간 다스렸다. 그의 치세중에 그는 페르시아 영웅 로스탐의 도움을 자주 받았다. 그는 그의 손자 카이 호스로우에 의해 계승되었다.